# Andriy Biletsky
Andriy Yevheniyovych Biletsky (ucraniano: Андрі́й Євге́нійович Біле́цький, romanizado: Andríj Jevhénijovyč Biléćký; nacido el 5 de agosto de 1979) es un político ucraniano de extrema derecha. Es el líder del partido político Cuerpo Nacional. Fue el primer comandante de la milicia de voluntarios Batallón Azov, que fundó en 2014, y cofundador del movimiento nacionalista Asamblea Nacional Social. Desde 2014 hasta 2019, Biletsky fue miembro de la Rada Suprema.

## Biografía
Andriy Biletsky nació en 1979 en Járkov, Unión Soviética. El padre de Biletsky, Yevheniy Mykhailovych Biletsky, provenía de una antigua familia cosaca que fundó el pueblo de Krasnopavlivka (Lozova Raion), mientras que la madre de Biletsky, Olena Anatoliyivna Biletsky (de soltera Lukashevych), descendía de una familia noble de la región de Zhitómir, a la que pertenece el decembrista Vasiliy Lukashevich quien fundó la "Sociedad Secreta de la Pequeña Rusia".
En su juventud, Biletsky practicó varios tipos de artes marciales y boxeo. A diferencia de muchos ucranianos, se negó a unirse a la Organización de Pioneros Vladímir Lenin. Biletsky, junto con sus compañeros de último año, izaron la bandera ucraniana sobre su escuela. Su mayor influencia patriótica en su juventud fue el regalo de su padre de un libro prohibido en la Unión Soviética, Historia de Ucrania para niños por Anton Lototsky. Durante la guerra de Kosovo, Biletsky y un grupo de otros ucranianos intentaron unirse al ejército yugoslavo como voluntarios para luchar contra el Ejército de Liberación de Kosovo (ELK), pero la guerra terminó antes de que llegaran al frente. En 2001, Biletsky se graduó con honores de la facultad de Historia de la Universidad de Járkov. Su tesis fue sobre el Ejército Insurgente Ucraniano. El mismo año, Biletsky participó en las protestas de Ucrania sin Kuchma (UBK), por lo que fue puesto bajo arresto administrativo. El Servicio de Seguridad de Ucrania presionó a la administración de la universidad para que expulsara a Biletsky de la institución.

### Activismo político (2002-2013)
En 2002, Biletsky se convirtió en líder de la rama de Járkov de la organización política Tryzub, y fue miembro de la sección de Járkov del Partido Nacional Social de Ucrania (PNSU), pero se opuso a la idea de su transformación en Svoboda.
Después de la transformación del PNSU en Svoboda y la liquidación del Patriota de Ucrania original, en 2005 Biletsky inició un renacimiento del Patriota de Ucrania, independiente de cualquier facción política. El nuevo Patriota de Ucrania inicialmente estaba formado por las ramas de Járkov de UNA-UNSO, Tryzub y la antigua PNSU. Desde 2005, Biletsky también cooperó con el recién establecido Partido Conservador de Ucrania.
En las elecciones parlamentarias de Ucrania de 2006, Biletsky se postuló sin éxito para el Rada Suprema.

### Patriota de Ucrania y Batallón Azov (2014)

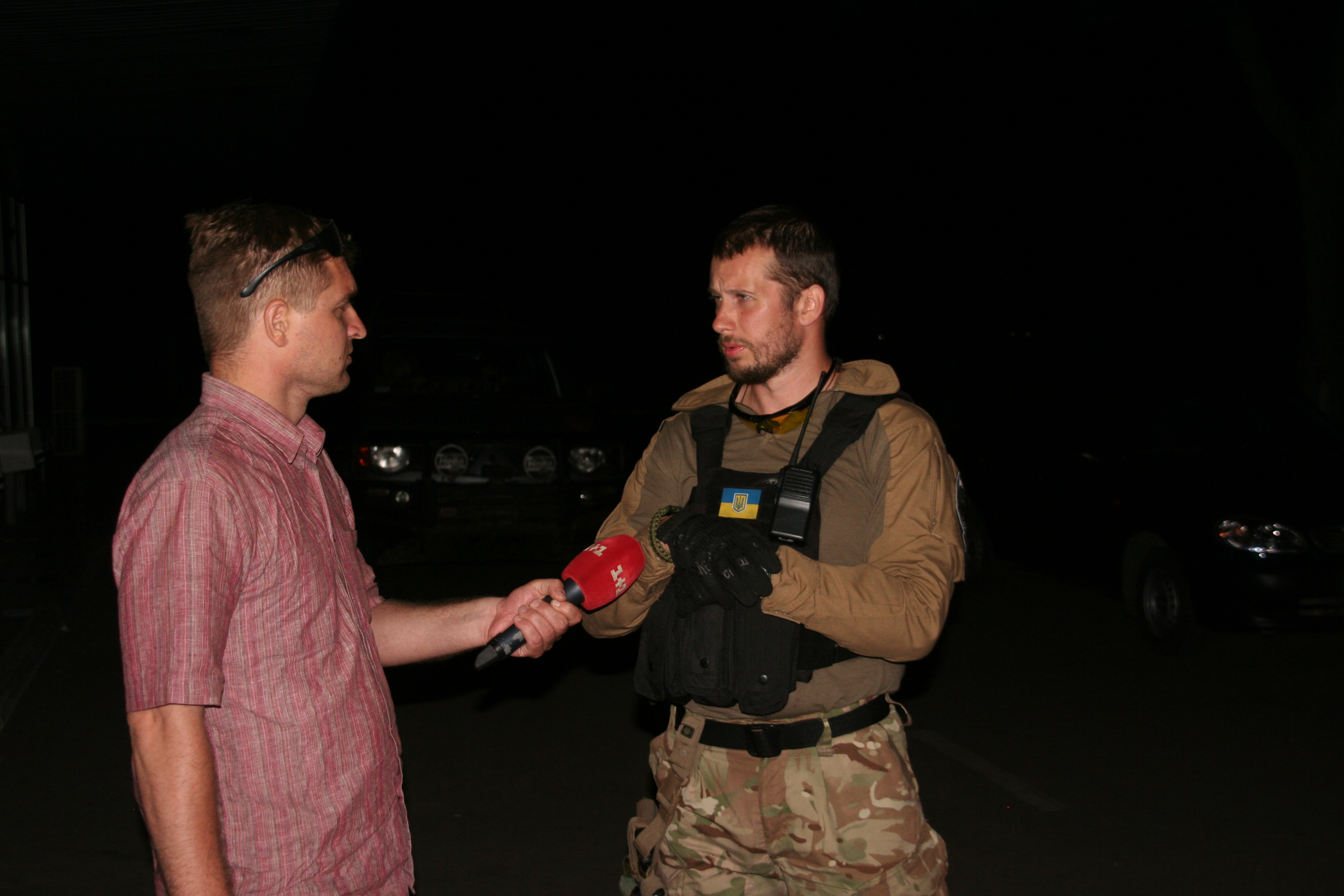
Biletsky entrevistado por la televisión ucraniana después de una misión cerca de Mariúpol.

Durante los eventos del Euromaidán, los miembros del Patriota de Ucrania de Biletsky estuvieron entre los fundadores de Sector Derecho el 28 de noviembre de 2013. El 24 de febrero de 2014, la Rada Suprema adoptó una decisión sobre la libertad de los presos políticos. Al día siguiente, Biletsky y otros prisioneros fueron absueltos por completo de todos los cargos y liberados de la custodia.
El 12 de marzo de 2014, Biletsky se convirtió en líder del partido en operaciones especiales para el "Sector Derecho - Este", que incluía regiones como las provincias de Poltava, Járkov, Donetsk y Lugansk. El 5 de mayo de 2014, en Berdiansk, Biletsky se convirtió en uno de los fundadores del Batallón Azov (como batallón territorial del servicio de patrulla) y su primer comandante. El batallón estaba inicialmente compuesto por miembros del Patriota de Ucrania, SNA, fanáticos del fútbol (en particular, seguidores del Dinamo de Kiev) y el movimiento AutoMaidán. La unidad paramilitar se hizo conocida como los hombrecitos negros como una oposición a las operaciones especiales rusas "hombrecitos verdes". Pasaría de ser una milicia a un regimiento regular de la Guardia Nacional de Ucrania el 20 de noviembre de 2014.
El 13 de junio de 2014, Biletsky dirigió su destacamento en la exitosa Primera Batalla de Mariúpol. Según el reportero militar británico Askold Krushelnycky, "Biletsky fue frío en la evaluación de las acciones y dio órdenes con calma y, en mi opinión, lógicamente". El 2 de agosto de 2014, Biletsky, con el rango de Mayor de Milítsiya, recibió la Orden de Coraje (grado III) y fue ascendido a teniente coronel de policía el 15 de agosto de 2014.
El 10 de septiembre de 2014, Biletsky fue admitido en el consejo militar del Frente Popular, pero no se convirtió en miembro del partido. El 27 de septiembre de 2014, se postuló como candidato independiente en el distrito electoral 217 (Kiev) para las elecciones parlamentarias de Ucrania de 2014 y ganó al recibir 31 445 votos (33,75%). En el parlamento, se unió al grupo interfaccional UKROP. En octubre de 2014, Ihor Mykhailenko reemplazó a Biletsky como comandante del Batallón Azov.
En una entrevista con LB.ua (Ribera izquierda) concedida el 10 de diciembre de 2014, Biletsky anunció que el Patriota de Ucrania suspendió sus actividades como organización política debido a la guerra y sería absorbido principalmente por el Batallón Azov. En la misma entrevista, Biletsky dijo que el logo del batallón es diferente del Wolfsangel alemán y simboliza la idea nacional ucraniana.

### Funcionario electo (2016-2019)
El 14 de octubre de 2016, Biletsky fue elegido líder del partido recién formado Cuerpo Nacional. En octubre de 2016, Biletsky dejó oficialmente la Guardia Nacional de Ucrania porque a los funcionarios electos de Ucrania se les prohibió el servicio militar, pero se le prometió continuar su carrera militar "sin títulos".

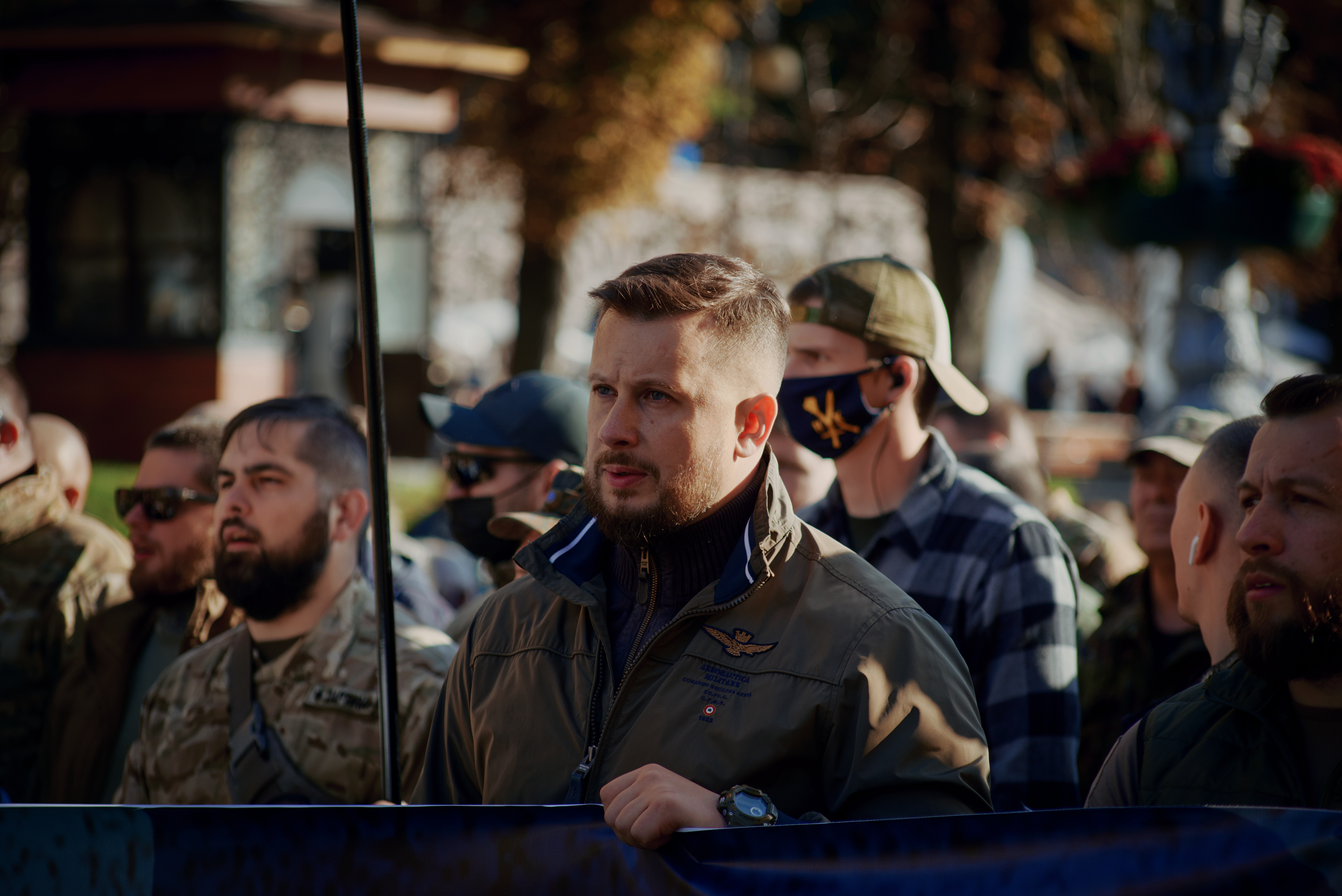
Andriy Biletsky en la marcha del Día del Defensor de Ucrania.

Durante sus primeros tres años de trabajo en la Rada Suprema Biletsky participó solo en el 2% de los votos, participó en solo 229 votaciones, ocupando el quinto lugar en la calificación de diputados con la menor cantidad de votos emitidos. Se perdió 328 sesiones del parlamento ucraniano. Se perdió todas las sesiones de la Rada Suprema en 2016 y no apareció en el parlamento hasta marzo de 2017. Según una investigación del Comité de Votantes de Ucrania, publicada en agosto de 2017, Biletsky no escribió ninguna ley que se aprobara en la Rada Suprema. Con 30 proyectos fallidos, ocupa el primer lugar entre los diputados que presentaron proyectos de ley fallidos.
En las elecciones parlamentarias de Ucrania de 2019, ocupó el segundo lugar en la lista unida de Svoboda con el Cuerpo Nacional de extrema derecha, la Iniciativa Gubernamental de Yarosh y el Sector Derecho. Su partido no ganó suficientes votos para superar el umbral electoral del 5% y, por lo tanto, no obtuvo ningún escaño parlamentario.

## Puntos de vista políticos
En 2010, Biletsky dijo que la misión de la nación ucraniana es "liderar las razas blancas del mundo en una cruzada final contra los Untermensch dirigidos por los semitas". Biletsky negó haber hecho tales comentarios y dijo que era una cita falsa inventada por Serguéi Lavrov para difamarlo.
Hasta 2011, Biletsky estuvo a favor de formar una confederación entre Rusia y Ucrania, con Kiev como su capital, según BBC News Ucrania.
The Independent informó en 2022 que Biletsky también es conocido como Líder Blanco. En 2013 escribió un folleto llamado La Palabra del Líder Blanco. Según un artículo de 2021 de los politólogos Umland y Fedorenko, se le conocía como líder blanco antes de 2014, pero posteriormente afirmó que "si alguien me llamara líder blanco cara a cara, [esa persona] habría sido golpeado".
A partir de 2014, la BBC, The Independent y The Moscow Times han descrito a Biletsky como un supremacista blanco. A partir de 2014, el sociólogo Volodymyr Ishchenko lo acusó de opiniones neonazis.
En 2018, The Guardian informó que Biletsky "ha atenuado su retórica en los últimos años". La iniciativa de Freedom House Reporting Radicalism informó a partir de 2022 que no ha hecho comentarios racistas públicamente desde 2014, pero sí "invoca la retórica anti-LGBT+ con frecuencia". Umland y Fedorenko escribieron en 2021 que todavía se opone públicamente al multiculturalismo, pero afirmó que "ser un nacionalista ucraniano hoy es creer en los valores, no en los prejuicios raciales", y anunció que su partido no utiliza la etnia para definir quién puede, o no puede ser parte de la nación Ucrania.

## Vida privada
De 2003 a 2016, Andriy Biletsky estuvo casado con Yuliya Oleksandrivna Biletska (de soltera Brusenko); su hijo nació en 2007. En abril de 2016, la pareja se divorció.